# Bungus Barat
Bungus Barat is een bestuurslaag in het regentschap Padang van de provincie West-Sumatra, Indonesië. Bungus Barat telt 6146 inwoners (volkstelling 2010).